# Pointe Carrel
Pour les articles homonymes, voir Carrel.
La pointe Carrel est un sommet des Alpes pennines culminant à 3 837 ou 3 840 m d'altitude situé à l'ouest du Cervin, à la frontière entre l'Italie et la Suisse.

## Toponymie
La pointe Carrel est nommée en hommage au guide valtournain Jean-Antoine Carrel, qui fut le second à atteindre le sommet du Cervin, deux jours après Edward Whymper, et le premier à l'atteindre par la paroi sud-ouest.

## Géographie
La pointe Carrel est située à l'est de la dent d'Hérens et à l'ouest de la Tête du Lion, sur une arête qui prolonge à l'ouest l'arête italienne du Cervin (appelée également arête du Lion). Elle domine le glacier de Tiefmatten au nord et le glacier du Chérillon, le hameau du Breuil et le Valtournenche au sud.